# Poliosi circumscrita
La poliosi circumscrita (o, senzillament, poliosi) és la disminució o absència de melanina (o color) al cabell, celles, pestanyes o qualsevol altra zona amb pèl. Es pot presentar de forma congènita (poliosi circumscrita congènita) o, molt més freqüentment, la forma adquirida (poliosi circumscrita adquirida).
Aquest trastorn pot causar taques blanques úniques o, menys freqüentment, múltiples al pèl o cabell. Alguns confonen aquestes taques blanques amb simples marques de naixement. En la poliosi hi ha una disminució o absència de melanina en els bulbs pilosos dels fol·licles pilosos afectats; els melanòcits de la pell normalment no es veuen afectats.

## Trastorns associats
La poliosi es produeix en diverses síndromes genètiques: com ara piebaldisme, síndrome de Waardenburg, neurofibromatosi tipus I i esclerosi tuberosa. També es produeix en vitiligen, malaltia de Vogt-Koyanagi-Harada, alopècia areata, sarcoïdosi i associat a neoplàsies i alguns medicaments.